# Gonomyia sparsisetosa
Gonomyia sparsisetosa är en tvåvingeart som beskrevs av Alexander 1960. Gonomyia sparsisetosa ingår i släktet Gonomyia och familjen småharkrankar.
Artens utbredningsområde är Moçambique. Inga underarter finns listade i Catalogue of Life.